# 道の駅あぐり窪川
道の駅あぐり窪川（みちのえき あぐりくぼかわ）は、高知県高岡郡四万十町平串にある国道56号の道の駅である。

## 施設
- 駐車場
  - 普通車：83台
  - 大型車：5台
  - 身障者用：5台
- トイレ

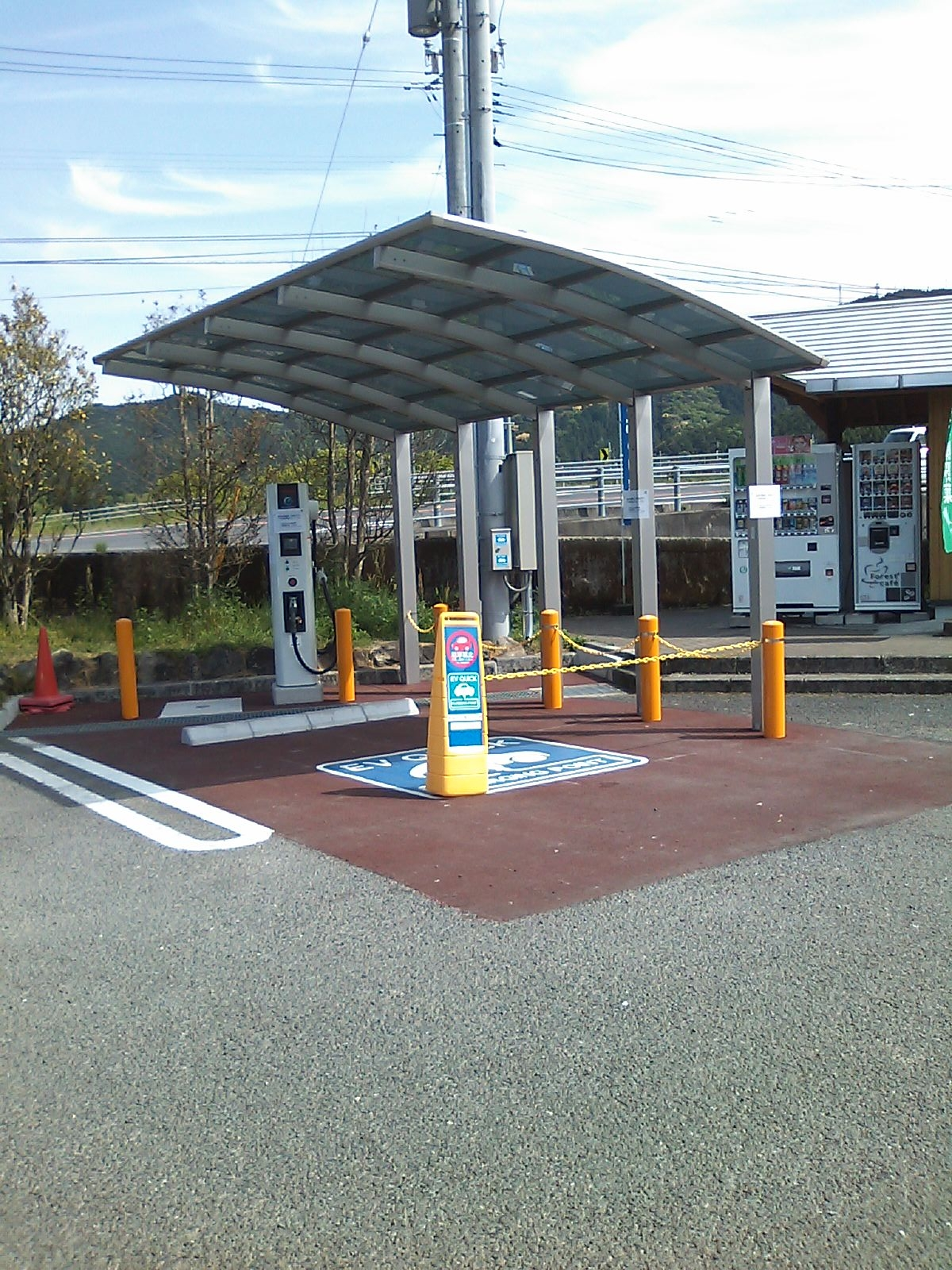
EVスポット

  - 男：大 8器（1器）、小 10器（1器）
  - 女：12器（2器）
  - 身障者用：3器（1器）　　　　　　（　)内は物産館内
  - 授乳室が物産館内にある。
- 公衆電話
- レストラン風人（8:00 - 16:00 オーダーストップは15:30）
- みるく工房（9:00 - 17:00）
- フリーマーケット（8:00 - 17:00）
- 特産品販売所（8:00 - 18:00 ）
- こめ粉ぱん工房
- EVスポット（電気自動車用充電器）
- 公衆無線LAN
- モニュメント『あぐりーな』（友永詔三作のブロンズ像）

### 管理団体
- 株式会社あぐり窪川

## 休館日
- 第3水曜日（奇数月）
- 3月末日

## 周辺
- 高知自動車道 四万十町中央インターチェンジ
- JR四国 土讃線 仁井田駅
- JR四国 土讃線・土佐くろしお鉄道 中村線 窪川駅
- 四万十川
- 岩本寺（四国八十八箇所第37番札所）
- 松葉川温泉